# Großbettlingen
Großbettlingen là một thị xã ở huyện Esslingen trong bang Baden-Württemberg ở phía nam nước Đức. Đô thị Großbettlingen có diện tích 4,23 km².